# Ортис, Виктор
Виктор Ортис (англ. Victor Ortiz; 31 января 1987 года, Гарден-Сити, Канзас, США) — американский боксёр-профессионал мексиканского происхождения, выступающий в полусредней весовой категории. Бывший чемпион мира по версии WBC в полусредней весовой категории. Был признан самым перспективным боксёром 2008 года сайтом спортивного канала ESPN. Поединок Ортиса с Андре Берто был назван лучшим боем 2011 года по версии журнала «Ринг».

## Биография
Виктор Ортис родился 31 января 1987 года в Гарден-Сити штат Канзас, в семье мексиканских эмигрантов. Виктор был вторым ребёнком в трёхдетной семье. Когда Ортису исполнилось 7 лет, его мать ушла из семьи. Вскоре после этого Виктор начал заниматься боксом. Его отец был алкоголиком и часто бил своих детей. Спустя 5 лет после ухода матери семью покинул и отец. Когда это случилось Ортису было 12 лет. Ему пришлось работать на кукурузных плантациях Канзаса, чтобы заработать на еду. В 13 лет Виктор попал под попечительство воспитательной системы штата Канзас и его разлучили с братом и сестрой.
В юности Ортис торговал марихуаной и экстази. В то же время он продолжал упорно заниматься спортом и сумел победить в турнире по любительскому боксу — «Золотые перчатки». После этой победы его фотографию опубликовали в газете, которая распространялась по всему штату. Это вдохновило Ортиса завязать с преступностью и более усердно заниматься боксом.
Во время тренировок в «Центре Армии спасения Красного щита» на Ортиса обратил внимание известный в 70-е годы тяжеловес — Рон Лайл. В начале своей карьеры Ортис тренировался в боксёрском клубе Гарден-Сити под руководством пяти тренеров: Игнасио Авильи, Мануэля Риоса, Антонио Ороско, Хуана Альданы и Альфреда Ритца.
В 2002 году его старшая сестра Кармен стала совершеннолетней и решила переехать в Денвер, она оформила опеку над Виктором и забрала его с собой. В 2003 году Ортис участвовал в юношеском Олимпийском турнире по боксу. Он выиграл пять боёв и стал чемпионом в лёгкой весовой категории.
На Ортиса обратил внимание ещё один бывший боксёр — Роберто Кортес. Он предложил Виктору тренироваться под его руководством в знаменитом боксёрском клубе — «Ля Колониа», который расположен в Окснарде штат Калифорния. Ортис согласился и переехал из Колорадо, позднее Гарсия стал официальным опекуном Виктора. В 17 лет Ортис побывал на просмотре в Олимпийскую сборную США по боксу, но был отсеян на финальной стадии (соревнование выиграл Висенте Эскобедо).

### Первая полусредняя весовая категория
В 2004 году, в возрасте 17 лет, Ортис стал профессиональным боксёром. В 18 лет, когда Виктор стал совершеннолетним, он оформил опекунство над своим младшим братом Темо.

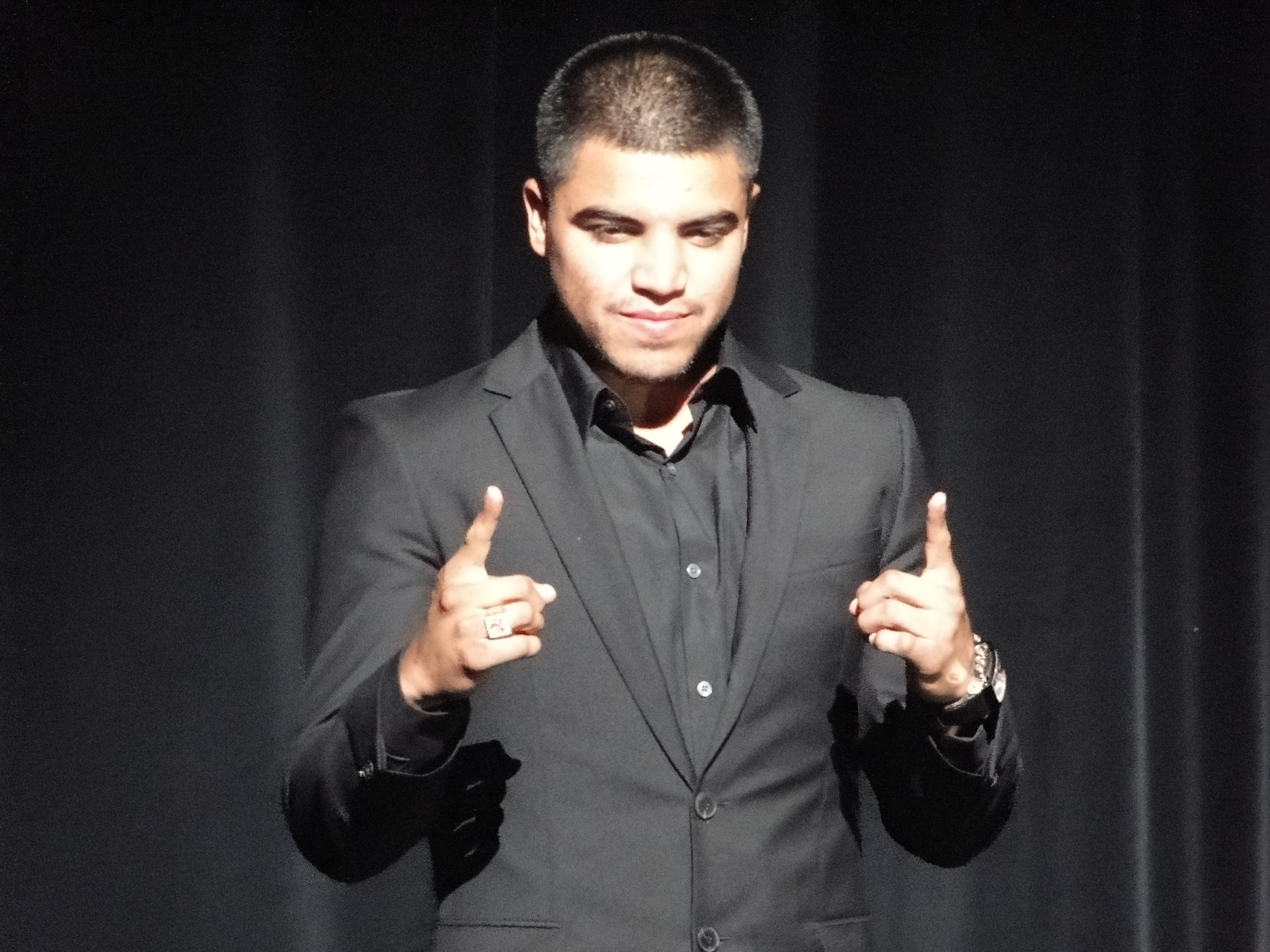
Виктор Ортис позирует на фотосессии перед очередным боем

После перехода в профессионалы Ортис легко выиграл 7 своих первых боёв. 3 июня 2005 года он боксировал против Кори Элакрон — малоизвестного боксёра из Денвера. Уже в первом раунде Элакрон дважды оказался на настиле ринга. Однако удар, после которого соперник Ортиса второй раз попал в нокдаун, был после команды судьи остановиться. Элакрон не смог продолжить бой, Ортис был дисквалифицирован и проиграл бой. Элакрон был освистан публикой. Затем последовала серия из 9 побед подряд. 19 января 2007 года Ортис боксировал с Марвином Кордовой, в этом бою была зафиксирована ничья, из-за глубоко рассечения на голове одного из боксёров. Виктор одержал досрочные победы над двумя своими следующими соперниками и вышел на бой с первым известным соперником в своей карьере — Эммануэлем Клотти. Виктор доминировал на протяжении всего боя. В 10-м раунде он отправил Клотти в нокдаун, а затем провёл атаку, после которой судья остановил поединок. В следующем бою Ортис встречался с бывшим чемпионом мира — колумбийцем Карлосом Мауссой. В середине 1-го раунда Ортис, попав Мауссе в челюсть, послал его в нокаут. Маусса не смог вовремя подняться, и рефери остановил бой. 3 мая 2008 года Ортис одержал досрочную победу над Дэйро Исаласом. В 3-м раунде Виктор и Исалас оба побывали в нокдауне, после чего, Ортис ещё два раза отправлял своего соперника на настил ринга. В 5-м раунде Исалас вновь побывал в нокдауне и не смог продолжить поединок, судья остановил бой.

#### Контракт с Golden Boy Promotions
4 сентября 2008 года Ортис подписал договор с промоутерской компанией Golden Boy Promotions, во главе которой стоял Оскаром Де Ло Хойя.

Виктор Ортис — один из ярчайших молодых боксёров в первой полусредней весовой категории и мы очень рады, что смогли добавить его в список наших бойцов.
Оригинальный текст (англ.)Victor Ortiz is one of boxing's hottest young stars in the junior
welterweight division and we are very excited to add him to the Golden
Boy roster.
— Оскар де ла Ойа
В сентябре 2008 года состоялся бой между Ортисом и аргентинцем Робертом Дэвидом Ариеттой. В начале 2-го раунда Ортис нанёс серию ударов в челюсть своего оппонента, Ариетта сел на пол, но сразу же поднялся. В начале 4-го раунда Виктор нанёс точный удар в голову, и Ариетта, не устояв на ногах, упал, но вновь сразу же поднялся. В конце 5-го раунда Ортис зажал Ариетту у канатов и провёл два правых апперкота в челюсть, после чего аргентинец опустился на колено. Рефери остановил бой, Ариетта выразил недовольство остановкой поединка. Ортис завоевал пояс чемпиона по версии WBO NABO. Сайт спортивного канала ESPN признал Ортиса самым перспективным боксёром 2008 года.
7 марта 2009 года Ортис провёл свой первый бой, который был показан на канале HBO. Его оппонентом был греческий боксёр Майк Арнаутис. Во 2-м раунде Ортис нанёс точный удар через правую руку соперника, Арнаутис был потрясён и не смог устоять после добивающей атаки Виктора, судья остановил бой.

#### Бой с Майданой

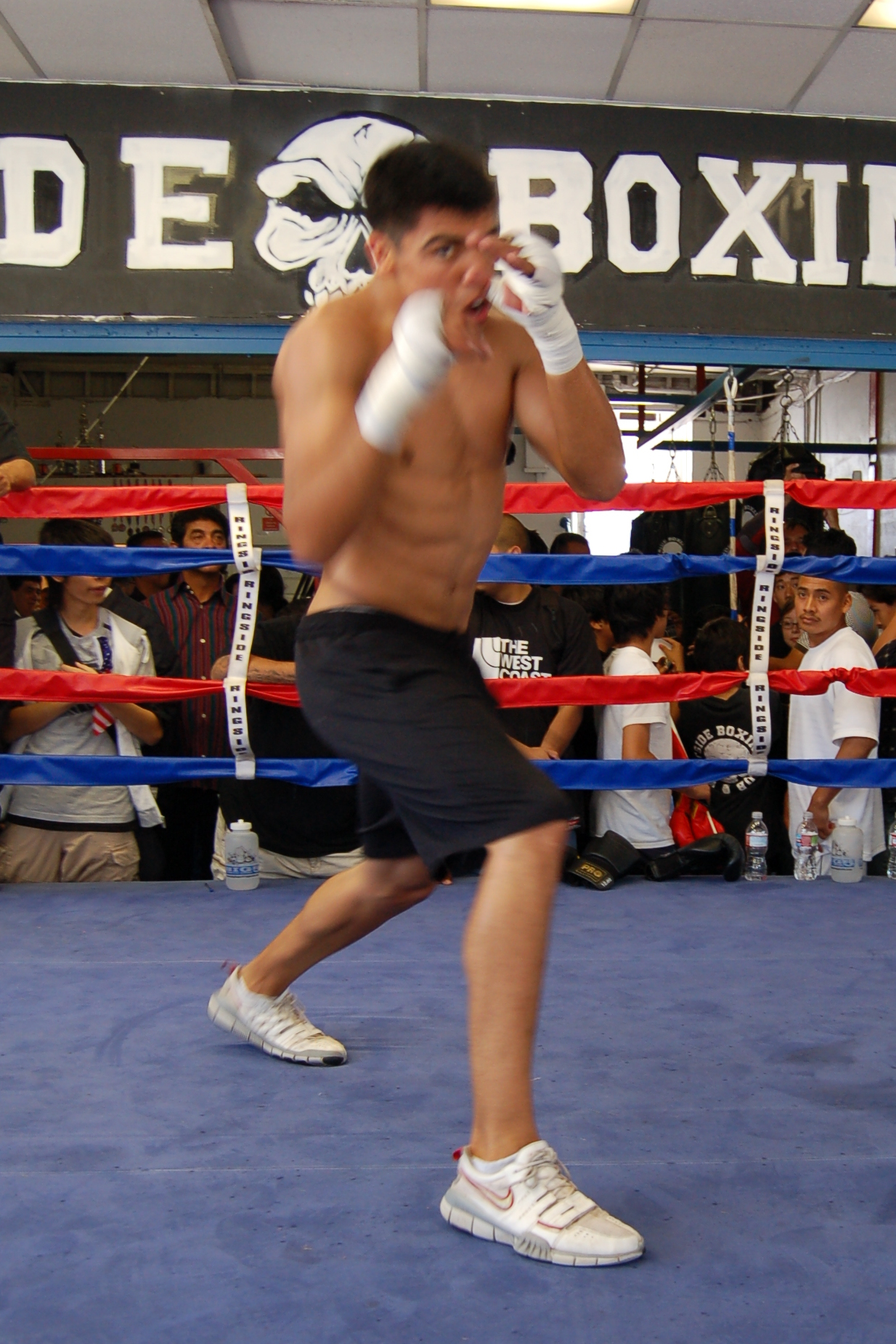
Виктор Ортис во время тренировки

В июне 2009 года состоялся бой за звание временного чемпиона мира по версии WBA между Виктором Ортисом и Маркосом Рене Майдана. С первых минут поединка оба боксёра пошли в зрелищный размен ударами. Ортису удалось отправить Майдану в нокдаун в 1-м раунде, однако аргентинец, в оставшееся до гонга время, также сумел отправить оппонента на настил ринга. Во 2-м раунде Майдана ещё дважды побывал в нокдауне. Несмотря на это Маркосу удалось переломить ход боя и в конце 5-го раунда он нанёс Ортису удар, после которого у того открылось глубокое рассечение над правым глазом. В то же время левый глаз Виктора уже был полностью закрыт из-за гематомы. С самого начала 6-го раунда аргентинец начал атаковать Ортиса и вновь отправил его в нокдаун ударом по корпусу. Виктор поднялся, но был расстроен, после совещания с доктором судья остановил бой. Многие посчитали, что боксёр сдался и сам не захотел продолжать поединок. После боя Ортис заявил, что не заслужил такого избиения. Это высказывание было неоднозначно встречено поклонниками боксёра.
12 декабря 2009 года Ортис вернулся в ринг после тяжёлого поражения от Майданы. Соперником Виктора был мексиканский боксёр Антонио Диас. В 3-м раунде Ортис отправил Диаса в нокдаун, но тому удалось восстановиться, и бой был продолжен. Виктор провёл точную атаку в 6-м раунде, после которой у Диаса открылось рассечение над левым глазом. В перерыве между раундами команда Диаса приняла решение не продолжать бой. В следующем бою Ортис встречался с бывшим чемпионом мира в лёгкой весовой категории Нейтом Кэмпбеллом. Виктор был на 0,5 кг тяжелее своего соперника. В 1-м раунде Кэмпбелл побывал в нокдауне. Ортис доминировал на протяжении всего боя и победил с единогласным решением судей. 18 сентября 2010 года в Лос-Анджелесе прошёл поединок между Ортисом и Вивианом Хариссом. Во 2-м раунде Харрис дважды побывал на настиле ринга. В 3-м раунде он вновь оказался в нокдауне и судья остановил поединок.

#### Бой с Питерсоном
В начале октября 2010 года стало известно, что Ортис проведёт свой следующий бой против Ламонта Питерсона. В этом поединке должно было решиться — кто будет драться за титул чемпиона в своём следующем бою. 11 декабря боксёры вышли на ринг в Лас-Вегасе. Физически более сильный Ортис выступал агрессором в этом бою, тогда как Питерсон сделал ставку на скорость и старался держать противника на дистанции. В 3-м раунде Питерсон дважды побывал в нокдауне, но несмотря на это, двое судей пришли к мнению, что справедливым результатом встречи будет ничья. Оба боксёра считали себя победителями и не согласились с решением судей.

### Полусредняя весовая категория

#### Бой с Берто
Для боя за звание чемпиона мира по версии WBC с Андре Берто, Ортис принял решение подняться на одну ступень весовой категории. Берто считался фаворитом поединка, у него не было поражений в послужном списке. На взвешивании Виктор оказался на 0,5 кг тяжелее своего оппонента. Уже в 1-м раунде Ортис отправил Берто на настил ринга левым боковым ударом, но рефери расценил это как толчок и не стал отсчитывать нокдаун. В том же раунде Андре снова упал после ударов оппонента, на этот раз судья открыл счёт. Во 2-м раунде уже Ортис побывал в нокдауне — Берто нанёс точный встречный удар в голову. В начале 3-го раунда боксёры пошли в размен ударами, Ортис оказался более успешным и практически всю вторую половину раунда атаковал Берто у канатов. В 6-м раунде точным попаданием правым ударом Андре смог отправить Ортиса в нокдаун, но в последовавшем за этим добиванием он сам пропустил точную атаку и тоже оказался на настиле ринга. Виктор вёл по очкам и довёл бой до победы — судьи единогласно отдали победу Ортису. Он стал новым чемпионом мира по версии WBC в полусредней весовой категории. Этот поединок получил звание «Бой года» от журнала «Ринг».

#### Бой с Мейвезером

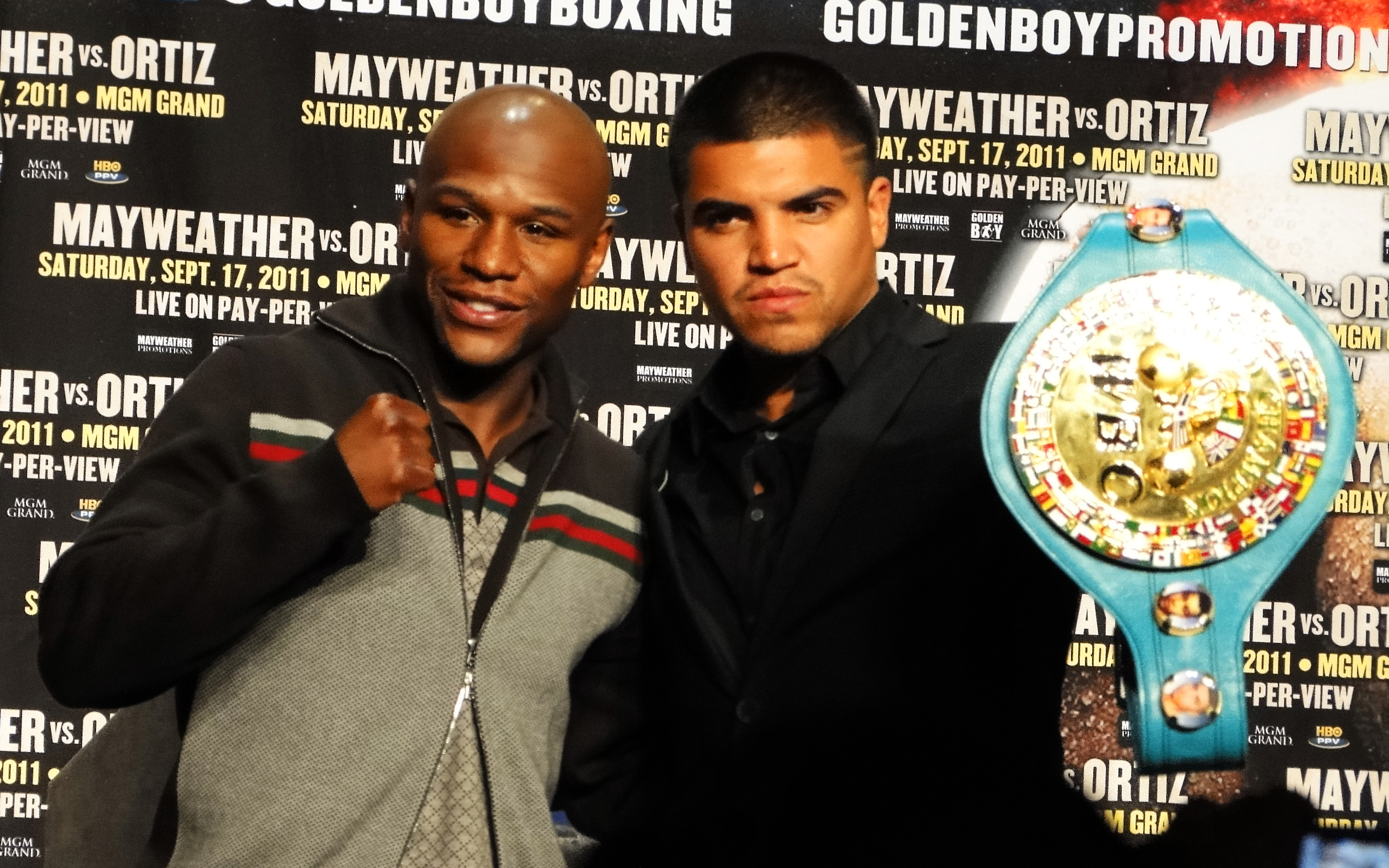
Флойд Мейвезер и Виктор Ортис позируют с поясом чемпиона мира

Флойд Мейвезер присутствовал на поединке Ортиса с Берто, и комментаторы предположили, что победитель боя станет его следующим соперником. 7 июня 2010 года Мейвезер подтвердил, что его следующим соперником станет Виктор. С 1-го раунда боя Мейвезер начал демонстрировать превосходство в технике бокса над Ортисом. Виктор постоянно наступал, но не мог попасть по своему противнику. В 4-м раунде Флойд нанёс несколько точных сильных ударов, Ортис начал ответную атаку, но его удары вновь не достигли цели. Затем Виктор зажал Мейвезера у канатов и нанёс ему умышленный удар головой, судья остановил бой и снял с Виктора 1 очко. Сразу после возобновления поединка Ортис извинился перед Мейвезером, однако во время того, как Виктор начал отходить назад с опущенными руками — Флойд левым хуком и правым прямым отправил его в тяжёлый нокаут. Ортис не смог подняться и судья остановил бой. Рефери поединка рассказал в интервью, что после начала боя боксёр должен постоянно защищать себя, и что Флойд не сделал ничего противоречащего правилам.
После поражения от Мейвезера было объявлено о матче-реванше Ортиса с Андре Берто, который должен был состояться 11 февраля 2012 года, но из-за травмы левого бицепса Берто он был перенесён на 23 июня. На обязательном допинг-тесте перед боем в крови у Берто был обнаружен запрещённый анаболический препарат Нандролон, он был снят с боя. Американский боксёр Хосесито Лопес согласился заменить Берто и стать оппонентом Ортиса на предстоящем боксёрском вечере. Ортис считался явным фаворитом, но вплоть до девятого раунда, зрелищный поединок проходил в равном ключе. В концовке раунда Лопес провёл точный боковой удар в челюсть Ортиса, в перерыве между раундами Виктор отказался выходить в ринг. Как выяснилось позднее, Лопес сломал ему челюсть тем боковым ударом. На момент остановки боя Ортис вёл по очкам в карточках у всех трёх судей.

## Особенности стиля
Ортис является правшой, однако, он боксирует в правосторонней стойке(стойка левши). Виктор объясняет это тем, что несмотря на то, что он правша и всё делает правой рукой, у него очень сильная левая. Ортис начал тренироваться в правосторонней стойке и это принесло результаты — он стал меньше пропускать и в целом стал лучше, как боксёр. Виктор отмечает, что ему не нравится боксировать в левоосторонней стойке. Ортис обладает нокаутирующим ударом, 75 % победных боёв по ходу своей карьеры он закончил досрочно.

## Достижения

### Титул чемпиона мира
- Чемпион мира по версии WBC в полусредней весовой категории (2011 год)[43].

### Региональные титулы
- Чемпион по версии WBO NABO в 1-й полусредней весовой категории (2008—2009, 3 защиты титула)[43].
- Чемпион по версии USBA в 1-й полусредней весовой категории (2009)[43].

### Награды
- Самый перспективный боксёр по версии сайта спортивного канала ESPN (2008 год)[1].

## Фильмография
1. Левша (2015) - Southpaw - Ramone
2. Неудержимые 3 (2014) The Expendables 3 - Mars
3. Latin Button (видео, 2012)
4. Рэй Донован (сериал 4 сезон)